# Comedia madrileña
La llamada comedia madrileña o nueva comedia madrileña fue una corriente cinematográfica o etiqueta cinematográfica para las comedias urbanas en España surgidas durante la Transición. Estuvo liderada por cineastas como Fernando Colomo y Fernando Trueba, entre otros.
Haciendo hincapié en el entorno urbano de Madrid y las preocupaciones urbanas, se compone de comedias ligeras y despreocupadas.   Los personajes muestran una inconfundible visión progresista del mundo,  y las historias tienden a sacar a la luz las contradicciones internas de la generación que había crecido en oposición al régimen franquista, incluso si los elementos explícitamente políticos generalmente aparecen como telón de fondo. 
La semblanza del protagonista típico de la comedia madrileña temprana es la de un hombre urbano de cuarenta años con formación universitaria [implícita], atrapado en una crisis existencial, encarnado por actores como por ejemplo Antonio Resines y Óscar Ladoire, y que adaptaban los rasgos y maneras de los protagonistas de las películas de Woody Allen a la idiosincrasia española, concretamente a la de los urbanitas de las grandes ciudades. 
Por el lado femenino, una figura clave en estas películas de comedia madrileña de los años 80 es la actriz Carmen Maura.
A pesar de algunos puntos en común, los títulos de la comedia madrileña convencional suelen tener una relación tangencial con la llamada Movida madrileña, en la medida en que esta última era considerada convencionalmente como más "underground". 
Sin embargo, Pedro Almodóvar retomó el estilo de Colomo y lo trasladó a un ámbito "mucho más transgresor", sumergiéndose incluso en la Movida madrileña en Pepi, Luci, Bom (1980). 
Obras seminales de la comedia madrileña son consideradas Tigres de papel de Fernando Colomo (1977)  o ¿Qué hace una chica como tú en un lugar como este? (1978), también de Colomo.   Otro título icónico perteneciente a la corriente cinematográfica es Ópera prima (1980) de Fernando Trueba.  Otros ejemplos incluyen Sal gorda, de Trueba., De fresa, limón y menta de Miguel Ángel Díez o Pares y nones de José Luis Cuerda.
La fórmula se agotó con el salto generacional y el envejecimiento de los jóvenes "progres" de la Transición.
El concepto se actualizó un poco a un nuevo contexto social en la década de 1990 con películas como Los peores años de nuestra vida (1994) de Emilio Martínez Lázaro y Todo es mentira (1994) de Álvaro Fernández Armero. 

## Comedias madrileñas
Anexo: Listado de películas del subgénero de comedia madrileña